# Amiriyeh
Amīrīyeh (farsi امیریه) o Amir Abad, è una città dello shahrestān di Damghan, circoscrizione di Amir Abad, nella provincia di Semnan in Iran. Aveva, nel 2006, una popolazione di 1.541 abitanti. Si trova a sud-ovest di Damghan.